# Mostek H

Mostek "H"

Mostek H jest układem elektrycznym umożliwiającym sterowanie kierunkiem działania silników prądu stałego (DC). Są one często używane w robotyce. Dostępne jako układy scalone, mogą też być budowane z oddzielnych części (elementów dyskretnych).
Pojęcie "mostek H" wywodzi się z typowego graficznego odwzorowania układu. Mostek ten jest zbudowany z 4 styków (elementy półprzewodnikowe często tranzystory MOSFET lub IGBT, bądź mechaniczne). Kiedy styki S1 i S4 są zamknięte, a S2 i S3 otwarte, do silnika będzie doprowadzone napięcie i zacznie się on obracać. Poprzez otwarcie styków S1 i S4 oraz zamknięcie S2 i S3 zmieniamy kierunek przepływu prądu, tym samym zmieniając kierunek obrotu wirnika.